# Gunungpati
Gunungpati is een bestuurslaag in het regentschap Semarang van de provincie Midden-Java, Indonesië. Gunungpati telt 6480 inwoners (volkstelling 2010).